# Chaoyangopterus
Chaoyangopterus („křídlo z Čchao-jang“) je rod pterodaktyloidního ptakoještěra z čeledi Chaoyangopteridae, žijícího v období rané křídy (věk apt, asi před 120 miliony let) na území provincie Liao-ning v dnešní Číně. Jeho fosilie byly objeveny v sedimentech geologického souvrství Ťiou-fo-tchang (angl. Jiufotang).

## Historie a popis
Fosilie tohoto pterosaura představují nekompletně dochovanou kostru s lebkou (včetně bezzubých zobákovitých čelistí) o délce 27 cm a odhadovaným rozpětím křídel asi 1,85 metru. Byl to tedy velmi malý ptakoještěr, zejména v porovnání s obry, jako byl vzdáleně příbuzný Quetzalcoatlus. Jednalo se pravděpodobně o oportunistické predátory a všežravce, možná i mrchožrouty. Typový exemplář nese sbírkové označení IVPP V13397. Taxon Chaoyangopterus zhangi byl formálně popsán dvojicí čínských paleontologů v roce 2003.

## Zařazení
Chaoyangopterus byl zástupcem čeledi Chaoyangopteridae, které dal také jméno. Mezi nejblíže vývojově příbuzné rody patří taxony Shenzhoupterus a Jidapterus.